# Pullen Island (ö i Australien)
Pullen Island är en ö i Australien. Den ligger i delstaten South Australia, omkring 68 kilometer söder om delstatshuvudstaden Adelaide.
Genomsnittlig årsnederbörd är 766 millimeter. Den regnigaste månaden är juni, med i genomsnitt 142 mm nederbörd, och den torraste är december, med 22 mm nederbörd.